# Mr KęKę
Mr KęKę – piąty album studyjny polskiego rapera KęKę wydany 13 września 2019 nakładem wytwórni Takie Rzeczy Label.
Dwa miesiące przed premierą album zyskał status złotej płyty.
Album zadebiutował na 1 miejscu listy OLiS i uzyskał certyfikat trzykrotnie platynowej płyty.

## Lista utworów
| Nr | Tytuł utworu                              | Tekst                         | Producent             | Czas |
| -- | ----------------------------------------- | ----------------------------- | --------------------- | ---- |
| 1  | "Powiedz mi czemu" (gośc. Paweł Domagała) | Piotr Siara, Paweł Domagała   | PLN Beatz             | 3:33 |
| 2  | "Na blok" (gośc. Grizzlee)                | Piotr Siara, Kamil Raciborski | Sergiusz              | 3:06 |
| 3  | "Myślę o tym"                             | Piotr Siara                   | Sergiusz              | 3:32 |
| 4  | "Czarna chmura"                           | Piotr Siara                   | Sergiusz, 2K          | 3:41 |
| 5  | "Na pewno" (gośc. Kasia Grzesiek)         | Piotr Siara, Kasia Grzesiek   | 2K                    | 4:07 |
| 6  | "Dokąd iść"                               | Piotr Siara                   | Deemz                 | 3:16 |
| 7  | "Moje sny" (gość. Paluch)                 | Piotr Siara, Łukasz Paluszak  | Worek, Moody Scrag    | 3:54 |
| 8  | "Drogi Tato" (gość. Sebastian Riedel)     | Piotr Siara, Sebastian Riedel | Sergiusz              | 3:47 |
| 9  | "Ty do mnie przyszłaś" (gość. Grizzlee)   | Piotr Siara, Kamil Raciborski | Deemz, Young Veteran$ | 3:16 |
| 10 | "To tylko rap"                            | Piotr Siara                   | Deemz, Young Veteran$ | 3:08 |
| 11 | "Safari"                                  | Piotr Siara                   | Dj Frodo              | 3:29 |
| 12 | "Nie to nie"                              | Piotr Siara                   | @PSR                  | 3:33 |
| 13 | "Pora mówić nara"                         | Piotr Siara                   | @PSR                  | 3:22 |
| 14 | "Sekret"                                  | Piotr Siara                   | Sergiusz              | 3:24 |

## Sprzedaż

### Pozycje w notowaniach OLiS
OLiS jest ogólnopolskim notowaniem, tworzonym przez agencję TNS Polska na podstawie sprzedaży albumów muzycznych na nośnikach fizycznych (nie uwzględnia zatem informacji o pobraniach w formacie digital download czy odtworzeniach w serwisach streamingowych).
| Tydzień | 1     | 2     | 3     | 4     | 5      | 6      | 7      | 8      | 9      | 10     | 11     | 12     | 13     | 14     | 15     | 16     | 17     | 18     | 19     | 20     | 21     | 22     | 23     | 24     | 25     | 26     | 27     | 28     | 29     | 30     | 31     | 32     |
| ------- | ----- | ----- | ----- | ----- | ------ | ------ | ------ | ------ | ------ | ------ | ------ | ------ | ------ | ------ | ------ | ------ | ------ | ------ | ------ | ------ | ------ | ------ | ------ | ------ | ------ | ------ | ------ | ------ | ------ | ------ | ------ | ------ |
| Pozycja | 1     | 2     | 2     | 7     | 4      | 4      | 8      | 6      | 6      | 11     | 16     | 13     | 22     | 11     | 13     | 19     | 16     | 26     | 24     | 21     | 8      | 25     | 38     | 30     | 31     | 44     | -      | -      | -      | -      | -      | 45     |
| Źródło  | [ 6 ] | [ 7 ] | [ 8 ] | [ 9 ] | [ 10 ] | [ 11 ] | [ 12 ] | [ 13 ] | [ 14 ] | [ 15 ] | [ 16 ] | [ 17 ] | [ 18 ] | [ 19 ] | [ 20 ] | [ 21 ] | [ 22 ] | [ 22 ] | [ 23 ] | [ 24 ] | [ 24 ] | [ 25 ] | [ 26 ] | [ 27 ] | [ 28 ] | [ 29 ] | [ 30 ] | [ 31 ] | [ 32 ] | [ 33 ] | [ 34 ] | [ 35 ] |